# Парапењање
Парапењање је такмичарско пењање за спортисте са инвалидитетом.
Систем класификације дефинише ко је подобан да се такмичи у парапењању и групише спортисте са одговарајућим инвалидитетом у спортске класе. Спортисти се сврставају у спортску класу на основу тога колико њихов инвалидитет утиче на њихову способност да обављају основне активности у парапењању.
Спортска класификација за такмичења разликује парапењање од адаптивног пењања уопште.

## Учешће и класификација
Парапењање обухвата више категорија на основу врсте оштећења и функционалности. Међународна федерација за спортско пењање (IFSC) регулише правила класификације, која користи и USA Climbing (USAC), управно тело за парапењање у Сједињеним Америчким Државама.
Категорије за такмичење укључују:
- Неуролошки/физички инвалидитет (RP1, RP2, RP3)
- Оштећење вида (B1, B2, B3)
- Ампутирани горњи екстремитет (AU2, AU3)
- Ампутирани доњи екстремитет (AL2)
- Сједећи положај (AL1)
- Млади (16. година и мање)
- Отворено (некласификовано такмичење)

Спортисти који се такмиче на догађајима које санкционише IFSC морају проћи класификацију да би били распоређени у званичну спортску класу. Систем класификације парапењања организације USA Climbing прати правила класификације IFSC, која се ажурирају годишње.

## Формати такмичења
У такмичарском пењању постоје три формата пењања: пењање са главом, брзина и пењање са каменом. Пењање са главом је доминантан формат. Такмичари се рангирају на основу највише достигнуте тачке прије пада. Такмичари покушавају непознате руте док не падну. Ако више спортиста достигне исту висину, рангирање се одређује на основу резултата из претходне рунде или времена пењања.
На Националном првенству САД у парапењању, такмичење се одвија у два круга:
- Дан 1: Квалификациона рунда
- Дан 2: Финална рунда на самосталном прегледу

Такмичари могу да изаберу да се такмиче у званичним IFSC класификованим категоријама или у отвореној категорији, која не захтева класификацију.

## Национална и међународна такмичења
Америчко првенство у парапењању
Сваке године, Америчко првенство у парапењању је домаћин Америчког првенства у парапењању, које служи као селекциони догађај за америчке спортисте који желе да се такмиче на међународном нивоу. Да би учествовали, пењачи морају имати чланство у Америчком првенству у парапењању и бити класификовани у званичну категорију. Алтернативно, спортисти се могу такмичити у отвореној категорији без класификације.
IFSC свјетски купови и свјетска првенства
IFSC светски куп у парапењању одржава се сваке године, са догађајима у Европи, Сјеверној Америци и Азији. Сваке двије године, IFSC свјетско првенство у парапењању одржава се заједно са IFSC свјетским првенством у пењању.
Спортисти који се добро снађу на Америчком првенству у парапењању имају право да добију позивнице за IFSC свјетске купове и свјетска првенства.

## Укључивање у параолимпијске игре
У јануару 2023. године, Међународни параолимпијски комитет (IPC) је уврстио парапењање у ужи избор за Љетње параолимпијске игре 2028. у Лос Анђелесу. Дана 13. јуна 2024. године, организациони комитет LA28 је званично изабрао парапењање за укључивање у Игре. Ово означава деби овог спорта на Параолимпијским играма.

## Историјат
IFSC је домаћин такмичења у парапењању од првог међународног догађаја 2006. године у Јекатеринбургу, у Русији. Спорт је растао, а редовна рута је додата у календар IFSC-а 2010. године. IFSC Свјетско првенство у парапењању одржава се од 2011. године. IFSC Свјетско првенство у парапењању одржава се упоредо са IFSC Свјетским првенством у пењању, промовишући параспортисте на истој сцени као и друге спортисте.
У јануару 2017. године, Међународни параолимпијски комитет (IPC) додијелио је IFSC-у статус „Признате међународне федерације“.

У јуну 2024. године, организациони комитет LA28 објавио је да ће парапењање бити укључен у Параолимпијске игре 2028. године, што означава деби овог спорта на параолимпијској сцени.

## Развој спорта
У октобру 2018. године, IFSC је објавио план за развој парапењања. Стратешки план IFSC-а за период 2020–2028. године укључује планове за „професионализацију парапењања како би се испунили стандарди IPC-а и циљало његово укључивање у будућа издања Параолимпијских игара, почев од Лос Анђелеса 2028.“
У 2023. години планирана су три Свјетска купа у парапењања (Инсбрук у Аустрији, швајцарски Вилар и неодређена локација у Сједињеним Америци Државама) и Свјетско првенство (Берн, Швајцарска). (Bern, Switzerland) were planned.
У јануару 2023. године, IPC је уврстио парапењања у ужи избор као једну од двије опције за нове спортове на Параолимпијским играма 2028. године, одлажући одобрење организационом комитету Игара. У јуну 2024. године, организациони комитет LA 2028 изабрао је парапењање за укључивање.</ref>